# クラウス・フロリアン・フォークト
クラウス・フロリアン・フォークト（Klaus Florian Vogt、1970年4月12日 - ）は、ドイツ・シュレースヴィヒ＝ホルシュタイン州ハイデ出身のテノール歌手。リヒャルト・ワーグナーの歌劇ローエングリンのタイトルロールでの成功で特に知られる。

## 経歴
クラウス・フロリアン・フォークトは、もともとはホルン奏者であり、1988年から1997年まで、ハンブルク・フィルハーモニー管弦楽団に所属していた。歌手としての資質に気づいた妻の母の勧めで、本格的に声楽を学ぶことにし、オーケストラ活動と並行して、声楽をリューベック音楽大学 で学び、その後、ドイツのフレンスブルク歌劇場に入った。
1998年、ドレスデンのゼンパー・オーパーに移り、ジュゼッペ・シモーネやコリン・デイヴィスと仕事をした。 当初はリリック・テノールとしてキャリアを始め、モーツァルトの歌劇「魔笛」でタミーノ役、次にスメタナの歌劇「売られた花嫁」でハンス役、リヒャルト・シュトラウスの歌劇「アラベラ」でマテオ役として、それぞれ出演した。
彼がリヒャルト・ワーグナーの歌劇「ローエングリン」を初めて歌ったのは、2002年、ドイツのエアフルト歌劇場においてであり、ほどなくして同役で国際的に登場するようになった。また、彼は2007年、「ニュルンベルクのマイスタージンガー」のストルツィング役でバイロイト音楽祭デビューを飾った。2012年、彼はドイツのクラシック音楽賞であるECHOクラシック（英語版）で、最優秀男性歌手に選ばれている。
コンサートレパートリーとしては、2009年に、マーラーの「大地の歌」を、クリスティアン・ゲルハーヘルと共に、ケント・ナガノ指揮のモントリオール交響楽団との共演で録音している。
クラウス・フロリアン・フォークトには妻と4人の息子がおり、現在ドイツのシュレスヴィヒ・ホルシュタイン州ブルンスビュッテルに住んでいる。

## レパートリー
- ルートヴィヒ・ヴァン・ベートーヴェン: フィデリオ – フロレスタン
- アルバン・ベルク: ルル – アルヴァ
- ジョルジュ・ビゼー: カルメン – ドン・ホセ
- エルネスト・ショーソン: アルテュス王 – ランスロット
- アントニン・ドヴォルザーク: ルサルカ – 王子
- エーリヒ・ヴォルフガング・コルンゴルト: 死の都 – パウル
- ヴォルフガング・アマデウス・モーツァルト: 皇帝ティートの慈悲 – ティート
- ヴォルフガング・アマデウス・モーツァルト: イドメネオ – イドメネオ
- ヴォルフガング・アマデウス・モーツァルト: 魔笛 – タミーノ
- モデスト・ムソルグスキー: ホヴァーンシチナ – アンドレイ・ホヴァーンスキー公
- ジャック・オッフェンバック: ホフマン物語 – ホフマン
- ベドルジハ・スメタナ: 売られた花嫁 – ハンス
- リヒャルト・シュトラウス: アラベラ – マテオ
- リヒャルト・シュトラウス: ナクソスのアリアドネ – バッカス*
- リヒャルト・シュトラウス: 影のない女 – 皇帝
- リヒャルト・ワーグナー: さまよえるオランダ人 – エリック
- リヒャルト・ワーグナー: ローエングリン – ローエングリン
- リヒャルト・ワーグナー: ニュルンベルクのマイスタージンガー – シュトルツィング
- リヒャルト・ワーグナー: パルジファル – パルジファル
- リヒャルト・ワーグナー: ラインの黄金 – ローゲ
- リヒャルト・ワーグナー: ワルキューレ – ジークムント
- カール・マリア・フォン・ウェーバー: オイリアンテ – ネヴァール伯爵アドラー
- カール・マリア・ウェーバー: 魔弾の射手 – マックス